# 林光男
林 光男（はやし みつお、1943年8月14日 - ）は、日本の実業家である。ヒューマックスグループ傘下、ジョイパックグループを率いる。現在、ジョイパックレジャー代表取締役社長、ジョイパックアミューズメント代表取締役社長。

## 人物・来歴
1943年（昭和18年）8月14日、東京府東京市（現在の東京都）に生まれる。父はヒューマックスグループ創業者の林以文（1913年 - 1976年）、兄に現在の同グループ会長・林瑞祥（1935年 - ）、ヒューマックス副社長・林瑞禎（1937年 - ）、ヒューマックスシネマおよびヒューマックスコミュニケーションズ社長・林瑞峰（1941年 - ）がいる。
満23歳となった1967年（昭和42年）5月、父が創業し代表を務める惠通企業株式会社（現在の株式会社ヒューマックス）の取締役に就任する。1972年（昭和47年）5月16日、ラスベガス商事株式会社（現在のジョイパックレジャー株式会社）を設立、同社の代表取締役社長に就任する。1976年（昭和51年）3月26日、父・以文が亡くなり、同年6月、惠通企業株式会社の取締役副社長に就任する。1979年（昭和54年）2月、ジョイパックアミューズメント株式会社を設立、同社の代表取締役社長に就任、同年7月、峰商事株式会社（1962年4月設立）とラスベガス商事株式会社が合併し、ジョイパックレジャー株式会社と改称する。1987年（昭和62年）7月、惠通企業株式会社を株式会社ヒューマックスに、恵通ジョイパックグループをヒューマックスグループと改称しているが、その傘下のジョイパックレジャー以下、ジョイパックグループにはその名称を残した。
1994年（平成6年）6月、富士汽船株式会社（現在の株式会社ワンダーテーブル）の監査役、次いで翌1995年（平成7年）6月には、同社の取締役に就任した。2006年（平成18年）3月には、ジョイパックレジャーの子会社として、有限会社イーハートを設立、同社代表に就任する。光男が率いるジョイパックグループには、ジョイパックレジャー株式会社の子会社として、ジョイパックアミューズメント株式会社、有限会社イーハート、株式会社プレゴ、株式会社エイチエムズがあり、いずれもの代表取締役を務める。